# Río Seco de Borriol
El río Seco de Borriol, también conocido como río de Borriol, río Seco o rambla de Borriol, es una corriente de agua intermitente y estacional del este de la península ibérica que nace en la sierra de Borriol y fluye por el valle del mismo nombre hasta entrar en la comarca natural de La Plana donde gira hacia el este en busca del mar Mediterráneo al que llega de forma artificial. Discurre por las afueras de Borriol y bordea el norte del casco urbano de Castellón de la Plana.

## Hidrónimo
En valenciano el nombre es riu Sec de Borriol, o popularmente, riu de Borriol o riu Sec.
Tradicionalmente el río tiene un nombre diferente en cada municipio que atraviesa. En Borriol adquiere el nombre de la población y al entrar en el término de Castellón pasa a llamarse Seco al haber perdido sus aguas antes de entrar en la Plana. Esta dualidad en las acepciones es utilizada por la consejería competente en infraestructuras y obras públicas de la Generalidad Valenciana. El Instituto Cartográfico Valenciano prefiere el hidrónimo río Seco de Borriol para llamar a la totalidad del curso y así se ha extendido a las publicaciones del Instituto Geográfico Nacional después de confundir su cauce con el del río Monleón en la edición 615-III del Mapa Topográfico Nacional. 
En otros tiempos tuvieron acogida en ámbitos expertos los términos rambla de Borriol y barranco de Borriol más acordes a las características geomorfológicas e hidrológicas del cauce.

## Régimen fluvial
El río Seco drena la fosa de Borriol y sirve de desagüe del término municipal de Borriol y de la parte norte del de Castellón. El tamaño de su cuenca hidrográfica es discutido, en 1942 expertos del Instituto Geológico y Minero la cifraban en 120 km² mientras que fuentes documentales más recientes le dan una superficie de 66 km². La línea divisoria de aguas está muy cercana al cauce en todo su recorrido, ya en su nacimiento se encuentra a menos de 1 km de la unión de varios barrancos y corrientes procedentes del Desierto de las Palmas para formar el río de La Pobla que remonta el terreno y rodea en sentido norte la sierra de Borriol para desembocar en el barranco de Cabanes, que a su vez gira al oeste para acabar en la rambla de la Viuda. Misma dirección que toman todas las corrientes surgidas en dicha sierra, mientras que las nacidas en el Desierto acaban directamente en el mar o perdidas en los humedales costeros, tal y como hacía el río Seco de Borriol de forma natural.
Tanto su nacimiento como su desembocadura portan agua de buena calidad en una cantidad que en 1942 se cifraba en 5 000 000 m³ y en 2021 en 26 hm³/año. Se trata de un río mediterráneo caracterizado por el régimen de precipitaciones de su cabecera que recibe una lluvia media de 400 mm anuales, mucha de ella caída en un corto periodo de tiempo y de forma torrencial en el fenómeno conocido como gota fría, momento en el que el río se crece, en ocasiones en forma de violentas avenidas que se desarrollan en pocas horas y que han anegado las zonas circundantes. 
La fuerte pendiente de los primeros tramos del río y el predominio de roquedos impermeables como pizarras, areniscas o arcillas incrementa el caudal y el tiempo punta retrasando sus avenidas de forma extraordinaria. Las inundaciones que provoca en Castellón presentan niveles de peligrosidad variables según la distancia al cauce: una primera franja coincidente con el lecho del río en toda su longitud con frecuencia de 25 años y calado superior a 0,8 m. Una segunda banda adyacente a la anterior en la zona del casco urbano con frecuencia de cada 100 años y calado superior a 0,8 m. Anexa a la anterior, de mayor amplitud hacia el sur del río, pero afectando igualmente al casco urbano de Castellón se localiza una tercera banda con frecuencia cada 500 años y de calado bajo menos a 0,8 m. A ambos lados de la desembocadura se localiza otra zona inundable de frecuencia cada 500 años pero con un calado superior a 0,8 m. El patrón de desborde de las aguas es siempre el mismo.

### Riadas
Una crecida del río Seco es protagonista en el relato de la leyenda del traslado de Castellón de la Plana que cuenta que durante la noche del tercer fin de semana de Cuaresma de 1252 mientras los habitantes bajaban del Castell Vell a la nueva población de la Plana comenzó a llover fuertemente obligándoles a pertrecharse con cañas que encontraban por el camino para cruzar, al día siguiente, el río cerca del ermitorio de Sant Roc de Canet, prácticamente en la antigua desembocadura en la marjal. Esta leyenda es el origen de la Romería de las Cañas de las Fiestas de la Magdalena.
Se tienen documentadas riadas extraordinarias en las siguientes fechas: 1597, 20 de noviembre de 1716, 22 de octubre de 1776, 4 de diciembre de 1783, 3 de diciembre de 1786, 1792, 15 de octubre de 1793, 1801, 1805, 1806, 5 de octubre de 1838, 1879,  16 de septiembre y 4 de noviembre de 1884, 13 de septiembre de 1900, 20 de octubre de 1918, 15 de noviembre de 1924, 28 de septiembre de 1949 y 5 de octubre de 1969.
La riada de 1949 afectó fundamentalmente a la zona de Mestrets, donde el agua alcanzó los 2 m de altura, y al Raval de San Roque donde el agua llegaba a 1 m de altura, la ciudad se quedó sin electricidad y con la ayuda del Ejército y la Armada se evacuó a todos los residentes de la zona alojándolos temporalmente en diversos cines de la ciudad. El saldo fue de 5 niños desaparecidos encontrados posteriormente con vida en la zona de huerta y 10 fallecidos. En 1969 se recogieron 200 l/m² y el mal estado del cauce taponó los ojos de los puentes llegando las aguas hasta las inmediaciones de la iglesia de la Sagrada Familia y del núcleo histórico.

## Curso

### Río Borriol

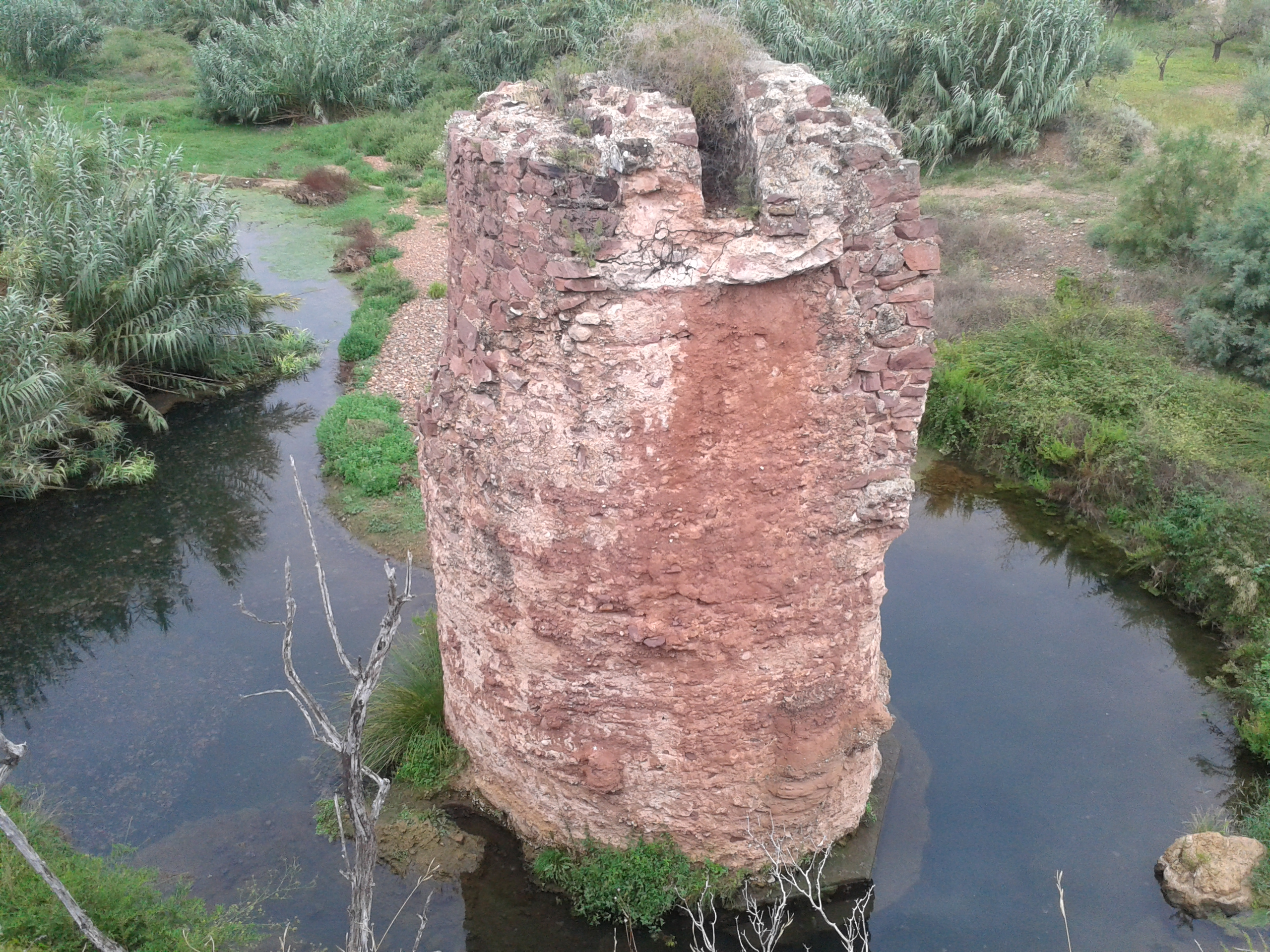
Molino de la Torreta

Según todas las fuentes documentales el río nace en el término municipal de Borriol, pero la cartografía existente de la zona sitúa el punto exacto del nacimiento en Pobla Tornesa, a menos de 60 m del límite con Borriol.
El nacimiento se produce en la zona del noreste del municipio borriolense conocida como Cuestas de la Pobla, a 383,50 m s. n. m. en las faldas del Tossal de la Vila perteneciente a las estribaciones de la Sierra de Borriol. El nacimiento, con agua, se produce en forma de torrente sobre una formación de pizarras paleozoicas. Inmediatamente gira en dirección noreste-suroeste pegándose a la actual autovía CV-10 que discurrirá paralela al río durante todo su recorrido por Borriol. Aquí entra en el valle de Borriol, de origen tectónico, encastrado entre la sierra homónima en la ribera derecha y el Desierto de las Palmas a la izquierda. La primera parte del valle es amplia y el río se pega a las faldas del Desierto rodeando el Tossal Roig (298 m s. n. m.) la zona de la Cortovia, el Tossal de l'Assut (294 m s. n. m.) o la zona del Sargar (337 m s. n. m.), pero una vez desemboca el barranco dels Porcs y se acerca la localidad, que queda al norte del cauce, éste se estrecha y el río comienza a crear sus primeros meandros hasta que llega a la partida del Pla del Moro dentro del llamado corredor de Borriol que ya forma parte de la comarca natural de la Plana. Al llegar a este punto la lógica del terreno indica que el río debería seguir más o menos recto para confluir en la rambla de la Viuda, pero se ve impedido a ello debido al potente edificio aluvial que ha construido la rambla conocido como glacis de la Plana.
El lecho del río Borriol es más bien como el de un arroyo, incluso en algunas ocasiones se pierde siendo reconocible únicamente por la acumulación de cantos rodados. En él desembocan diversos barrancos procedentes de ambas sierras, por el margen derecho con aguas procedentes de la sierra homónima, confluyen los de Solsides, Bocaverd, Codina, Sargar, Caminells, Botalària, Ravosero, Ermites y Gasull; mientras que por el margen izquierdo bajando del Desierto vierten sus aguas los barrancos de Costes, l'Atalaia, Mola, dels Porcs, la Coma, l'Albaroc y Vall d'Umbrí.
En el primer tramo del río, hasta el azud de Huerta de arriba, el ancho del cauce es estrecho y se encuentra profusamente rodeado de cañas, zarzas y juncos. A partir de este punto la anchura crece y en sus cercanías aparecen diversas balsas llamadas tolls alimentadas por las crecidas esporádicas del río en las que hasta la introducción del cangrejo de río americano, considerada especie invasora en España, vivía ictiofauna endémica como los samarucs o diversas especies de ranas.
Las aguas fueron plenamente aprovechadas en Borriol habiendo construido 4 azudes, Huerta de arriba, l'Alquerieta, Borrús, y Arenal para regar diversas zonas de huerta; así como dos molinos, Torreta y el Molino. En los alrededores del cauce se encuentra la ermita de San Vicente. Paralelo al río también circula la vía Augusta y el Camino Real de Valencia.

### Río Seco

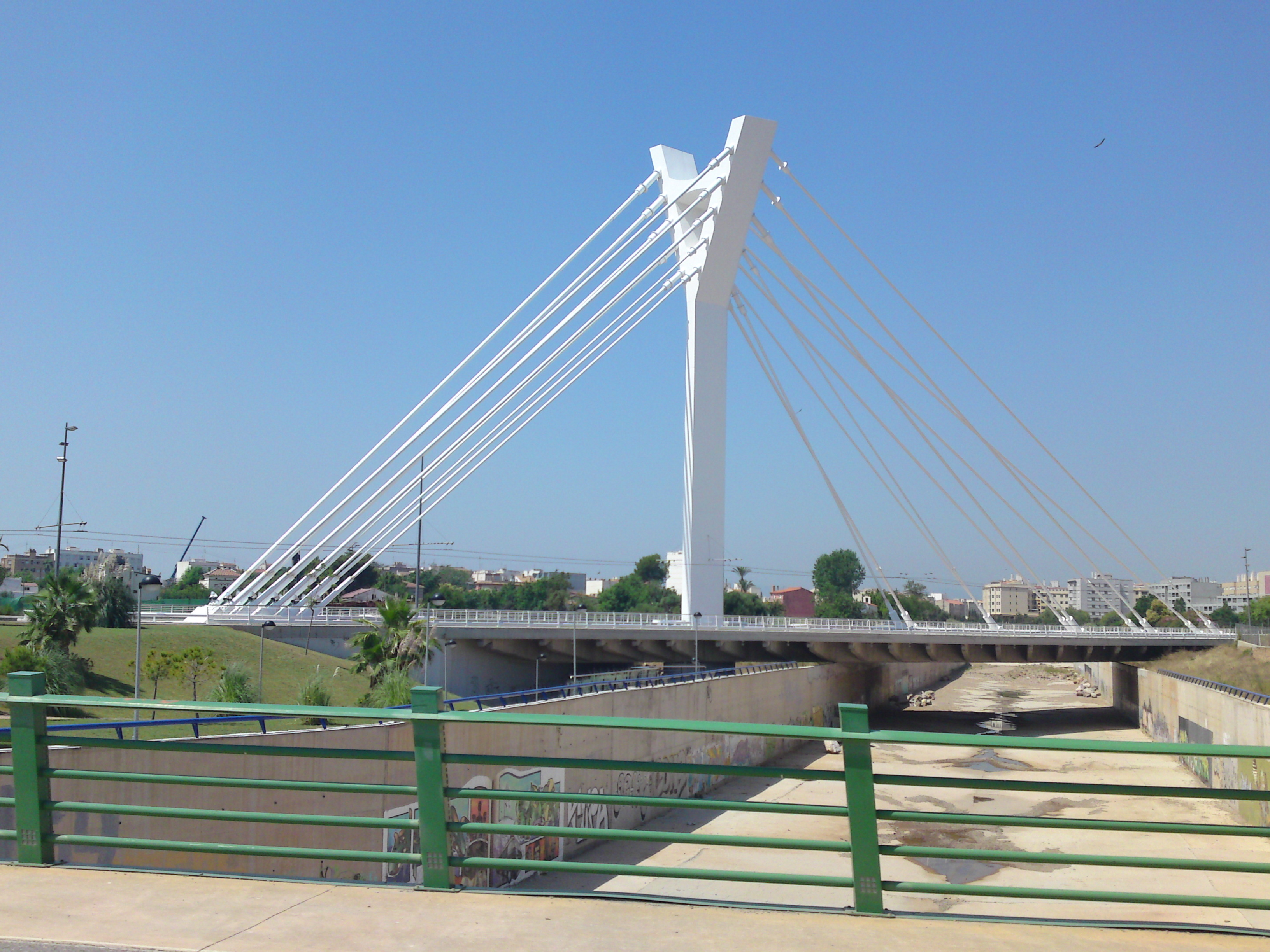
Puente del

El río, ya sin agua y con el nombre de Seco, entra en Castellón a través de la zona del Pla del Moro de la partida del Bovalar e inmediatamente gira hacia el este convertido en un barranco. Roza la esquina noreste del centro penitenciario Castellón I, se coloca paralelo a la carretera de Alcora por donde crea una serie de meandros entre los puentes de la N-340, AP-7 y bordea el campus de la Universidad Jaime I. Este primer tramo no ha sido alterado por la mano del hombre.
Una vez superado el puente de Europa, el cauce gira para tomar dirección noreste rodeando el Raval Universitario. A pocos metros al sur del puente del Siglo XXI comienza el lecho de hormigón de su canalización, acaricia la esquina sur del cementerio de San José y a pocos metros hacia el norte, en la gran rotonda de la N-340a la canalización pasa a ser subterránea. De esta manera el cauce, se ha convertido en superficie en un bulevar para el tráfico rodado construido en 2007, bordea el parque del Pont de Ferro, cuyo nombre recuerda al puente por el que circulaba el ferrocarril hasta el año 2000, el Estadio Castalia y el PAI Lledó hasta que vuelve a salir a la superficie en la partida de Ramell una vez ha cruzado la circunvalación.
En esta partida de la huerta castellonense el río vuelve a girar nada más pasa el Caminás, ahora en dirección este. Este cauce en forma de rambla es de origen natural pero se encuentra muy modificado aunque se ha mantenido naturalizado. Una vez cruza el camino d'En Riera y la cota de 10 m comienza el cauce artificial construido en los años 1970 para darle desembocadura directa al mar. Este cauce naturalizado sigue la misma dirección que el natural, recoge las aguas del barranco de la Magdalena por su margen izquierdo y cuando se topa con la acequia Travessera se le coloca de forma paralela los últimos metros de su trayecto hasta encontrar la salida al mar entre las playas del Gurugú y el Serradal. Este cauce se construyó más alto que el terreno de marjal que lo rodea, pese a ello en los últimos metros antes del mar se producen diversas eflorescencias naturales de agua que provocan que el río vuelva a tener caudal. En este tramo divide la Marjalería en dos según el momento de su desecación, dejando en la orilla derecha la «huerta de marjal» que fue la primera en desecarse después de un largo proceso histórico, constituye la mayor superficie agrícola del municipio, y a la izquierda el Coto Arrocero o Cuadro que fue desecado a partir de 1967 con las mismas obras que encauzaron el río después de intentar revitalizar de manera infructuosa el cultivo de arroz en Castellón.

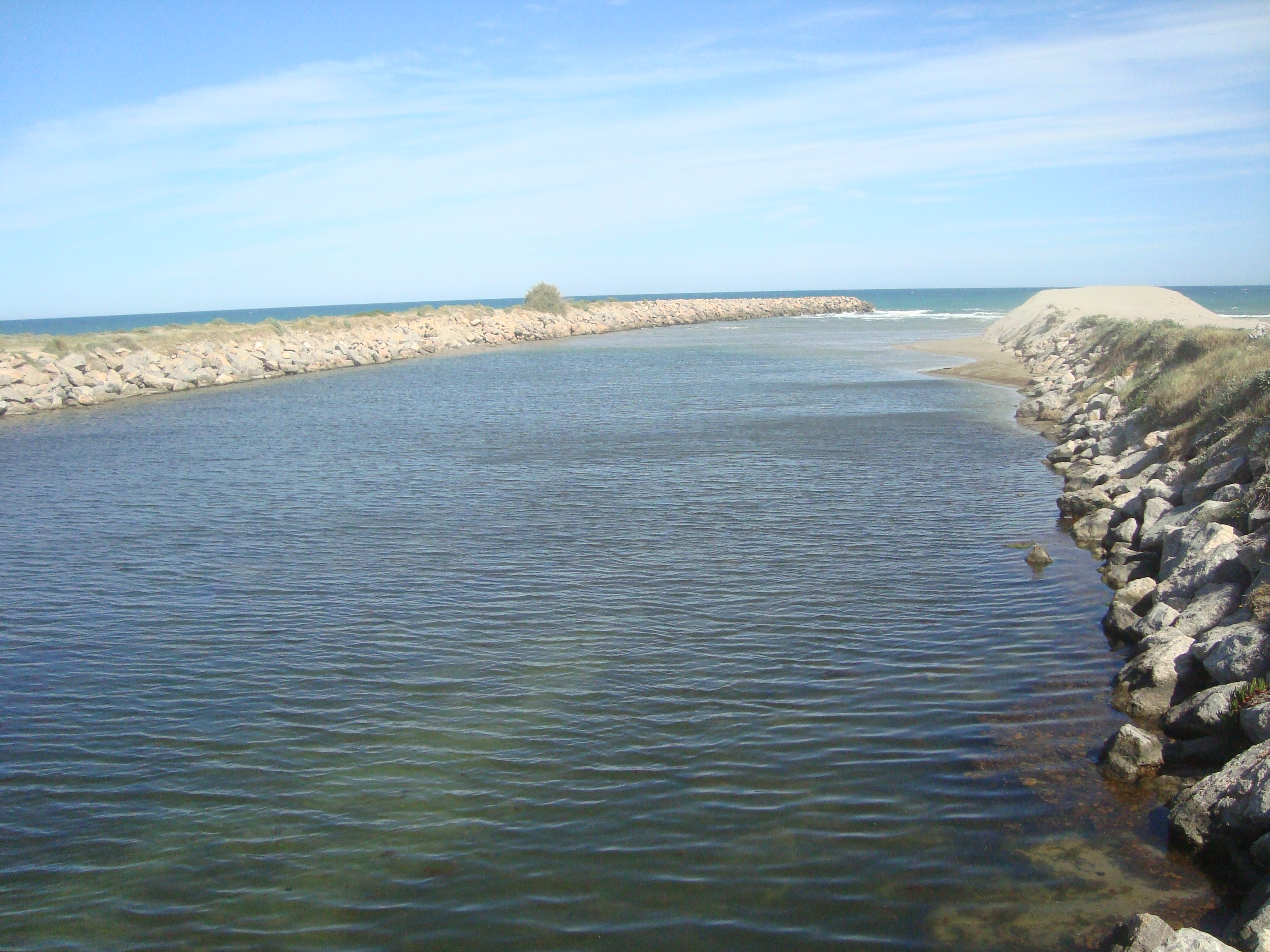
Desembocadura en el mar

En 2023 comenzaron las obras de encauzamiento del barranco del Sol, que corre de forma paralela al río por el norte, y desvío para hacerlo desembocar en el río Seco, para ello además será necesario ampliar la desembocadura en la playa.
Antes de la construcción de la desembocadura artificial, el río se perdía en la Marjalería castellonense, producto de una albufera holocena disecada a lo largo de los siglos por la unión del trabajo humano y servir de cono de deyección del río, pero de la que aún restaban balsas de agua procedente de emanaciones subterráneas o de remanentes de las crecidas del río llamados lluents que acabaron dando nombre a la antigua albufera. Este punto de desembocadura marca el límite de una anterior línea de costa cerrada por una restinga formada con materiales de los ríos Mijares, Seco y rambla de la Viuda, que encerró la albufera y supone un antiguo nivel de base relicto. Las crecidas del río suponían un peligro para la desecación de la marjal, los cultivos y el pinar cercano por lo que a lo largo de los siglos XIX y XX fueron comunes la construcción de diversas motas artificiales para contener las riadas. Este movimiento de tierras cambió los paisajes de marjal y el costero castellonenses y propició la construcción del aeródromo del Pinar.
Al carecer de un caudal continuo de agua el aprovechamiento hídrico del río era imposible en el municipio de Castellón. Su uso fue fundamentalmente ganadero como indican las 5 veredas y la colada, unos tipos de vías pecuarias que cruzan o hacen uso extensivo del cauce. También es el punto en el que se cree que el Camino Real de Valencia a Tarragona mandado desviar por Jaime I de Aragón en 1274 diverge de la calzada romana de la vía Augusta perdiéndose su rastro por la comarca. En 2024 comenzaron las obras para la creación de un corredor verde de 4,3 km de longitud en las riberas del río a su paso por la parte oeste de la ciudad.